# Pilosella leptophytomorpha
Pilosella leptophytomorpha là một loài thực vật có hoa trong họ Cúc. Loài này được (Litv. & Zahn) Sennikov miêu tả khoa học đầu tiên.